# Cantalucia
Cantalucia es una localidad de la provincia de Soria, partido judicial de El Burgo de Osma, comunidad autónoma de Castilla y León, España. Pueblo de la comarca de Pinares que pertenece al municipio de Talveila.
Celebra sus fiestas patronales en honor a San Miguel el 29 y 30 de septiembre.

## Historia
Se ha llegado a afirmar que era la Lutia de los pelendones.
Si fuera así, aquí hubiera venido la embajada numantina encabezada por Retógenes el Caraunio para pedir ayuda.
En el censo de 1879, ordenado por el conde de Floridablanca,  figuraba como lugar  del Partido de Ucero en la Intendencia de Soria,  con jurisdicción de abadengo y bajo la autoridad del alcalde pedáneo, nombrado por el Obispo de Osma.  Contaba entonces con 150 habitantes.
A la caída del Antiguo Régimen la localidad se constituye en municipio constitucional en la región de Castilla la Vieja, partido de El Burgo de Osma,  que en el censo de 1842 contaba con 23 hogares y 61 vecinos, para posteriormente integrarse en Talveila.

## Demografía
En el año 1981 contaba con 45 habitantes, concentrados en el núcleo principal, pasando 25 en 2010, 15 varones y 10 mujeres.
| Gráfica de evolución demográfica de Cantalucia entre 2000 y 2010                                 |
|                                                                                                  |
| Población de derecho (2000-2010) según los censos de población del INE a 1 de enero de cada año. |

## Lugares de interés
Existe una antigua cantera de la que se extrajeron algunas de las piedras utilizadas en la construcción de la catedral de Osma.
En la Dehesa se encuentra el Roble de la Cirjuana, que tras ser nombrado en un programa de televisión como un árbol de gran perímetro ha recibido la visita de algunos turistas.